# Chlorissa ruficristata
Chlorissa ruficristata är en fjärilsart som beskrevs av Louis Beethoven Prout 1916. Chlorissa ruficristata ingår i släktet Chlorissa och familjen mätare. Inga underarter finns listade i Catalogue of Life.